# International Mineralogical Association
Die International Mineralogical Association (deutsch Internationale Mineralogische Vereinigung, Abkürzung IMA) ist eine gemeinnützige wissenschaftliche Vereinigung mit dem Ziel, die Wissenschaft der Mineralogie zu unterstützen und zu fördern. Gegründet wurde die IMA 1958 und besteht zurzeit aus 38 Mitgliedern, nationalen mineralogischen Gesellschaften und Gruppen.

## Zielsetzung
Die IMA bezeichnet sich selbst als einzige wirklich internationale Organisation zur Förderung der weltweiten Zusammenarbeit der Mineralogischen Institute. Außerdem soll die Arbeit der Mineralogie, eine der ältesten Zweige der Wissenschaft, die die Erz, Edelstein, Mineralöl und industriell verwertbare Minerale suchenden Industrien unterstützt, vermehrt in den Blickpunkt der Öffentlichkeit gebracht werden.

## Organisationshierarchie
Derzeitiger (Interim)Verwaltungssitz ist Sendai in Japan (Stand 2024).
- Executive Kommission
- Vorstand
- Kommissionen[3]
  - Applied Mineralogy (CAM, deutsch: Angewandte Mineralogie)
  - Mineral Growth and Interface Processes (CMGIP, deutsch: Mineralwachstum, -entwicklung und deren Prozesse)
  - Gem Materials (CGM, deutsch: Schmuckmaterialien)
  - Museums (CM, Museen)
  - New Minerals Nomenclature and Classification (CNMNC, ehemals New Minerals & Mineral Names (CNMMN) und Classification of Minerals (CCM); deutsch: Benennung und Klassifikation neuer Minerale)
  - Ore Mineralogy (COM, deutsch: Erzmineralogie)
  - Physics of Minerals (CPM, deutsch: physikalische Eigenschaften der Minerale)

- Arbeitsgruppen
  - Inclusions in Minerals (WGIM)
  - Mineral Equilibria (WGME)
  - Environmental Mineralogy (WGEM)
  - Solid Earth Composition and Evolution

- Komitees
  - IMA Outreach Committee
    - Subcommittee on IMA databases
    - Subcommittee on Optic Instruments
    - Subcommittee on IMA website development
    - Subcommittee on Archive & History

  - IMA Medal Committee
    - IMA Medalists
    - Committee Members
    - Medal Committee Limited access
    - Submitting nomination

## CNMNC
Eine der wichtigsten Kommissionen ist die Commission on new Minerals, Nomenclature and Classification (Abkürzung CNMNC, deutsch: Kommission für neue Minerale, Mineralnamen und Klassifikation), die sich seit 1960 damit beschäftigt, die Nomenklatur der über 4.600 Minerale, Varietäten und Synonyme zu vereinheitlichen und zu standardisieren. Gegründet wurde diese Kommission 1959 ursprünglich als Commission on new Minerals and Mineral Names (CNMMN). 2006 wurde sie mit der Commission on Classification of Minerals (CCM) zur CNMNC zusammengelegt.
Die Hauptaufgabe der CNMNC ist es zu garantieren, dass strenge Verfahren eingehalten werden, bevor neue Minerale bzw. Neudefinitionen und/oder Änderungen der Bezeichnung anerkannt und angewandt werden. Darüber hinaus koordiniert die CNMNC auch das Verfahren zur Klassifikation der Minerale. Die entsprechenden Richtlinien wurden zuletzt 1998 im Wissenschaftsmagazin „The Canadian Mineralogist“ veröffentlicht.
Entsprechend der Hauptaufgabe erhält jeder Antrag eine Eingangs-Nr. bestehend aus der Abkürzung IMA für die Mutterorganisation, der Jahreszahl der Antragsstellung und einer fortlaufenden Nummer. So erhielt beispielsweise der 66. Antrag des Jahres 1998 zur Anerkennung des Minerals Gottlobit die Nr. 1998-066 (zur Verwendung und Kennzeichnung unter anderem in externen Datenbanken wird noch das Kürzel IMA vorangestellt). Nach etwa 30 Tagen (früher etwa 3 Monate) entscheidet die Kommission per Wahl darüber, ob ein Antrag angenommen oder abgelehnt wird.
Bei vielen Mineralen, die vor der Gründung der IMA/CNMNC bereits bekannt und in der Fachwelt anerkannt waren, wurde diese allgemeine Anerkennung als Bestandsschutz von der CNMNC übernommen und diese als sogenannte „grandfathered“ Minerale bezeichnet. Bekannte Beispiele sind unter anderem Galenit (auch Bleiglanz) und Pyrit (auch Schwefelkies).
Andere Minerale, die in der Frühzeit nach Gründung der CNMNC entdeckt und deren Erstbeschreibung teilweise ohne Prüfung durch die Kommission publiziert wurden, erhielten später entweder nachträglich eine Anerkennung – unter Umständen auch nach Neudefinition der chemischen Zusammensetzung – oder wurden abgelehnt (diskreditiert). Über Anerkennung oder Diskreditierung von neuen Mineralnamen, Neudefinitionen oder vorgeschlagenen Identitäten von Mineralen entschied die Kommission jeweils durch eine Abstimmung mit einer Stimmenmehrheit von mindestens 60 %. Einige der ersten nachträglich anerkannten Minerale sind unter anderem Alvanit (Ankinovich, 1959), Blixit (Gabrielson, Parwell und Wickman, 1958), Canasit (Dorfman, Rogachev, Goroshchenko und Uspenskaya, 1959) und Chudobait (Strunz, 1960). Auch ältere, das heißt vor der Gründung der IMA/CNMNC bekannte, Minerale konnten eine nachträgliche Anerkennung erfahren, wenn beispielsweise die Schreibweise des Mineralnamens oder der chemischen Zusammensetzung neu definiert wurde (Bsp. Blödit, 1982 s.p.) oder ein später beschriebenes Mineral sich als identisch mit einem bereits bekannten Mineral herausstellte und diskreditiert wurde (Bsp. Goethit, 1980 s.p.). Nachträgliche Anerkennungen wurden überwiegend in einer Sammelpublikation zusammengefasst und die entsprechenden Minerale erhielten keine „IMA-Nummer“, sondern eine Summenanerkennung mit dem Jahr der Anerkennung und dem Zusatz „s.p.“ (special procedure).

## Mitglieder (Auswahl)
- Deutsche Mineralogische Gesellschaft
- Österreichische Mineralogische Gesellschaft
- Schweizerische Mineralogische und Petrographische Gesellschaft
- Mineralogical Society (Großbritannien und Nordirland)
- Mineralogical Society of America (Vereinigte Staaten von Amerika)
- Asociacion Mineralogica Argentina
- Sociedade Brasileira de Geologia
- Russische Mineralogische Gesellschaft (Russland)
- Chinese Society of Mineralogy, Petrology and Geochemistry
- Mineralogical Society of Japan
- Mineralogical Association of South Africa
- Geological Society of Australia
- Ukrainian mineralogical association